# Sepedophilus littoreus
Sepedophilus littoreus är en skalbaggsart som först beskrevs av Carl von Linné 1758.  Sepedophilus littoreus ingår i släktet Sepedophilus, och familjen kortvingar. Arten är reproducerande i Sverige.